# Hylomantis
Hylomantis é um género de anfíbios da família Phyllomedusidae. É endémico do Brasil.

## Espécies
- Hylomantis aspera (Peters, 1873)
- Hylomantis granulosa (Cruz, 1989)